# ريكاردو تيكسيرا
ريكاردو تيكسيرا (بالبرتغالية: Ricardo Teixeira‏) هو مسؤول رياضي برازيلي، ولد في 20 يونيو 1947 في كارلوس شاغاس في البرازيل.